# Kollektivavtal
Kollektivavtal är ett avtal mellan arbetstagarorganisation och arbetsgivarorganisation eller enskild arbetsgivare som reglerar löner och övriga anställningsvillkor för arbetstagare. Kollektivavtal nås i regel genom kollektiva förhandlingar.

## Fördelar med kollektivavtal
För fackföreningar är det vanligen ett centralt mål att få så många arbetsgivare som möjligt att ingå kollektivavtal. På så sätt anger man en lägstanivå för de anställdas löner, förmåner, anställningsvillkor, etc. När många arbetsplatser omfattas av kollektivavtal anses det förhindra lönedumpning, det vill säga att löntagarna tvingas konkurrera med varandra om jobben genom att godta lägre och lägre löner eller sämre arbetsvillkor. Å andra sidan kan detta även bidra till att enskilda anställda inte ges möjlighet att förhandla upp sin egen individuella lön, då arbetsgivare ofta tenderar att hänvisa till att de följer kollektivavtalet i dessa fall. Som nämnts anger dock kollektivavtalen lägstanivåer varför det inte finns några hinder att betala löner över dessa, vilket för övrigt är det normala där det finns kollektivavtal. Lägstanivåerna avser närmast nyanställd personal utan erfarenhet. I exempelvis PR-branschen kan vissa företag ha högre löner än i företagen med kollektivavtal, men då kan det å andra sidan hända att inget avsätts för tjänstepensionen eller att företaget har en mindre effektiv tjänstepensionslösning än den kollektivavtalade.    
För arbetsgivare kan kollektivavtal vara attraktiva genom att de innefattar fredsplikt, det vill säga att när ett avtal har slutits kan arbetsgivaren räkna med att slippa stridsåtgärder så länge avtalet gäller. Arbetsgivaren kan också få rabatter på till exempel försäkringspremier för de anställda. Samtidigt kan kollektivavtalets villkor vara till nackdel för arbetsgivaren om denne skulle ha kunnat anställa samma personal till lägre lön eller andra villkor. Å andra sidan motverkar en hög kollektivavtalstäckning att låga löner blir ett medel i konkurrensen arbetsgivarna emellan. Under början av 1900-talet var det ett viktigt motiv till att de svenska arbetsgivarnas organisationer gick in för riksomfattande branschavtal. 
Andra fördelar för arbetsgivare med kollektivavtal är att de ger företaget en kvalitetsstämpel och möjligheter till lokal partssamverkan. Kollektivavtal ger vidare ofta en högre flexibilitet än lagens bokstav, exempelvis vid uppsägningar och korttidsarbete.
En fördel med kollektivavtal för både arbetstagare och arbetsgivare är att kollektivavtal ger tillgång till bättre omställningsmöjligheter. 

## Hängavtal
Ett hängavtal är vanligen ett kollektivavtal mellan en arbetsgivare som inte är medlem i en arbetsgivarorganisation och en arbetstagarorganisation. Hängavtal kan också tecknas mellan t.ex. ett företag som tillhör arbetsgivarförbund anslutet till Svenskt Näringsliv (SN) och ett fackförbund om avtalet avser en kategori arbetstagare som inte omfattas av det reguljära kollektivavtalet mellan SN-förbundet ifråga och dess motsvarighet på den fackliga sidan. I de flesta fall är hängavtal något som arbetsgivare med relativt få anställda skriver med fackförbunden för att slippa sitta och förhandla och för att slippa betala medlemsavgift till ett arbetsgivarförbund.  
Det betyder att arbetsgivaren inte behöver vara ansluten till någon arbetsgivar- eller branschorganisation för att kunna använda samma villkor som finns i ett kollektivavtal. Hängavtalet kan också innehålla särskilt anpassade regler för företaget.

## Kollektivavtal i nationalekonomin
Enligt neoklassisk teori är kollektivavtal en konkurrensbegränsande kartellbildning på arbetsmarknaden som tenderar att leda till arbetslöshet. Denna syn är dominerande i nationalekonomin. Inomstående-utomstående-hypotesen förklarar arbetslösheten med att de som har arbete "inomstående" trycker upp lönen så att arbetslöshet uppstår. På så vis skapas "utomstående" vars arbetslöshet man inte tar hänsyn till i lönebildningen.
Institutionell teori har en mer positiv syn på kollektivavtal som ett stabiliserande element på arbetsmarknaden, vilket levererar arbetsfred och befordrar rörligheten genom att minska transaktionskostnaderna vid byte av anställning. Den homogenitet för lönebildningen som blir följden av en utbredd kollektivavtalsreglering anses befordra tillväxten genom att driva på strukturomvandlingen och produktionsfaktorernas successiva överföring till sektorer med högre förädlingsvärden.

## Kollektivavtal i de mänskliga rättigheterna
Rätten att organisera sig i arbetstagarföreningar ingår bland de mänskliga rättigheterna, både enligt FN-konventionen om de mänskliga rättigheterna (artikel 23, punkt 4) och den Europeiska sociala stadgan (del 1, punkt 5 och 6).

## Automatiserad tolkning av kollektivavtal i löneuträkning
Det stora antalet kollektivavtal i olika branscher är en utmaning för löneuträkningen i en organisation. Tolkningen av kollektivavtal är en krävande process och löneuträknaren måste vara yrkeskunnig, omsorgsfull och noggrann samt beakta många olika beräkningsregler samtidigt. Därför har många företag och sammanslutningar skaffat datorprogram som kan följa antalet arbetstimmar och tolka flera olika kollektivavtal samtidigt.
Genom systematisk uppföljning av arbetstiden och automatisering av löneuträkningen (eng. payroll automation) säkerställer man att kollektivavtalen och arbetsgivarens övriga lagstadgade skyldigheter uppfylls. Tack vare dessa kan tolkningen av kollektivavtal skötas centraliserat med hjälp av datatekniken. Detta minskar antalet fel och sparar tid för de anställda i organisationens ekonomiförvaltning.
De mest avancerade systemen för arbetstidsuppföljning kan tolka beräkningsreglerna i kollektivavtalen och enskilda arbetstagares avtal samtidigt. Flera olika beräkningsregler kan matas in i systemen. Systemet beaktar dessa automatiskt vid beräkning av löner, semestrar och övriga ersättningar. Ur systemet är det också lätt att skriva ut lönespecifikationer där tillägg och övriga grunder för lönen framgår tydligt. Vid sidan om tolkning av kollektivavtal och löneberäkning kan dessa helhetsbetonade program för arbetstidsuppföljning även sköta elektronisk löneutbetalning, fakturering, planering av arbetsskift och rekrytering. 